# Буслов, Пётр Викторович
Пётр Ви́кторович Бу́слов (род. 1 июня 1976, Хабаровск) — российский кинорежиссёр, сценарист, продюсер и актёр.

## Биография
Родился в Хабаровске, вырос во Владивостоке. Имеет старшего брата Константина (род. 1970), также кинорежиссёра.
Учился на режиссёрском факультете ВГИКа (в мастерских Карена Шахназарова и Вадима Абдрашитова). На втором курсе вместе с оператором Даниилом Гуревичем снял курсовой фильм «Тяжёлая работа старых мойр». Широкую известность получил в 2003 году после выхода в прокат фильма «Бумер», где Буслов выступил как режиссёр и сыграл эпизодическую роль старшего на АЗС. Был номинирован на премию «Ника» за лучшую режиссёрскую работу. Картина получила приз за лучший фильм на международном кинофестивале «Дух огня» в Ханты-Мансийске и приз за лучший дебют на фестивале российского кино «Окно в Европу» в Выборге.
Сыграл главную роль в фильме Ильи Хотиненко «Одиссея 1989». Снялся в молодёжной комедии Хотиненко «Зови меня Джинн!» (2005). В 2011 году вышел фильм Буслова «Высоцкий. Спасибо, что живой» о пяти днях из жизни Высоцкого, когда во время гастролей в Узбекистане он пережил клиническую смерть.
В 2015 году вышла драма Буслова «Родина», в 2018 — резонансный телесериал «Домашний арест», заработавший премию Ника, а также номинацию на Золотой орел.
В 2019 режиссёр получил премию имени Андрея Вознесенского «Парабола».
В 2021 году вышел фильм Буслова «БУМЕРанг». Главные роли в картине исполнили Дмитрий Нагиев и Тимофей Трибунцев.

## Фильмография

### Режиссёр
- 2000 — Тяжёлая работа старых мойр (короткометражный фильм)
- 2003 — Бумер
- 2006 — Бумер. Фильм второй
- 2006 — 2008 — Наша Russia (3 и 4 сезон)
- 2009 — Короткое замыкание (новелла «Срочный ремонт»)
- 2011 — Высоцкий. Спасибо, что живой
- 2012 — Некуда спешить (новелла «Солярий»)
- 2015 — Родина
- 2015 — Четыре сезона
- 2017 — Близкие
- 2018 — Домашний арест
- 2020 — Окаянные дни (новелла «Деловые люди»)
- 2021 — БУМЕРанг
- 2022 — Неприличные деньги (телесериал)

### Сценарист
- 2003 — Бумер
- 2006 — Бумер. Фильм второй
- 2013 — Студия 17
- 2021 — БУМЕРанг

### Актёр
- 2000 — Тяжёлая работа старых мойр — в эпизоде
- 2003 — Бумер — Серёга, старший на автозаправке
- 2003 — Одиссея 1989 — Паштет
- 2005 — Зови меня Джинн — Джинн
- 2008 — Наша Russia (4 сезон) — парень девушки в Анапе
- 2013 — Студия 17 — Пётр Буслов (камео)
- 2018 — Домашний арест — Пётр Олегович Третьяков, полпред президента
- 2020 — Окаянные дни (новелла «Деловые люди») — Денис Олегович Лапин, капитан Службы собственной безопасности
- 2021 — БУМЕРанг — Фёдор Бусслер
- 2021 — Добро пожаловать в семью — Миша Радишевский («Моссад»)

### Продюсер
- 2015 — Родина
- 2021 — БУМЕРанг